# Gay Business Amsterdam
Gay Business Amsterdam (GBA) is een stichting die in 1996 de Amsterdam Gay Pride heeft bedacht en dit jaarlijkse homo-evenement tot en met 2005 heeft georganiseerd.

## Oprichting
De stichting Gay Business Amsterdam werd in september 1995 opgericht als voortzetting van plannen die eerder  in grand-café L'Opera aan het Rembrandtplein werden gemaakt. Het definitieve stichtingsplan werd ontwikkeld door Huub Verweij en Siep de Haan die samen met Peter Kramer ook het eerste bestuur vormden. Het oorspronkelijke plan dat destijds in L'Opera onder andere werd geïnitieerd door Alex Kröner (uitgever van Homoblad GA en uitbater van Boys club 21), Manfred Langer van de iT, Frans Monsma van Danscafé Havana, Mieke Martelhof van de Vivelavie, Wim Bos van leerwinkel Mr B en Frans Meulenberg van de Amstel Taveerne. Na een jaar moest Huub Verweij zijn voorzittersrol opgeven omdat hij voorzitter werd van Koninklijk Horeca Nederland Amsterdam en vond de stichting in Ernst Verhoeven een goede opvolger. Ernst was destijds uitbater van café April en discotheek Exit in de Reguliersdwarsstraat.

## Doelstellingen
De belangrijkste doelstellingen van de GBA zijn het handhaven van het gunstige homoklimaat in Amsterdam, het bevorderen van samenwerking tussen homo-ondernemingen en -instellingen en het gezamenlijk promoten van Amsterdam als homohoofdstad. Dit laatste door het stimuleren van emanciperende evenementen en activiteiten die tevens zorgen voor een bruisende levendigheid in de stad. Gay Business Amsterdam fungeerde hiertoe als een samenwerkingsverband waarbij in de hoogtijdagen zo'n 80 Amsterdamse homohorecazaken en andere homogerelateerde bedrijven en -instellingen waren aangesloten.

## Amsterdam Pride
De stichting GBA is vooral bekend geworden door de organisatie van de Amsterdam Pride, met als hoogtepunt de extravagante en carnavaleske botenparade door de grachten van de Amsterdamse binnenstad.
De Amsterdam Pride was bedacht door GBA om daarmee de goede naam en faam van Amsterdam als homo-uitgaanscentrum hoog te houden. Anders dan Gay Pride Parades elders in de wereld, was die in Amsterdam niet bedoeld als demonstratie of protest, maar puur als feest om de vrijheid en diversiteit te vieren. Het evenement heette om die reden ook "Amsterdam Pride", al sprak men in de volksmond al gauw van "de Gay Pride" of kortweg "de Pride".

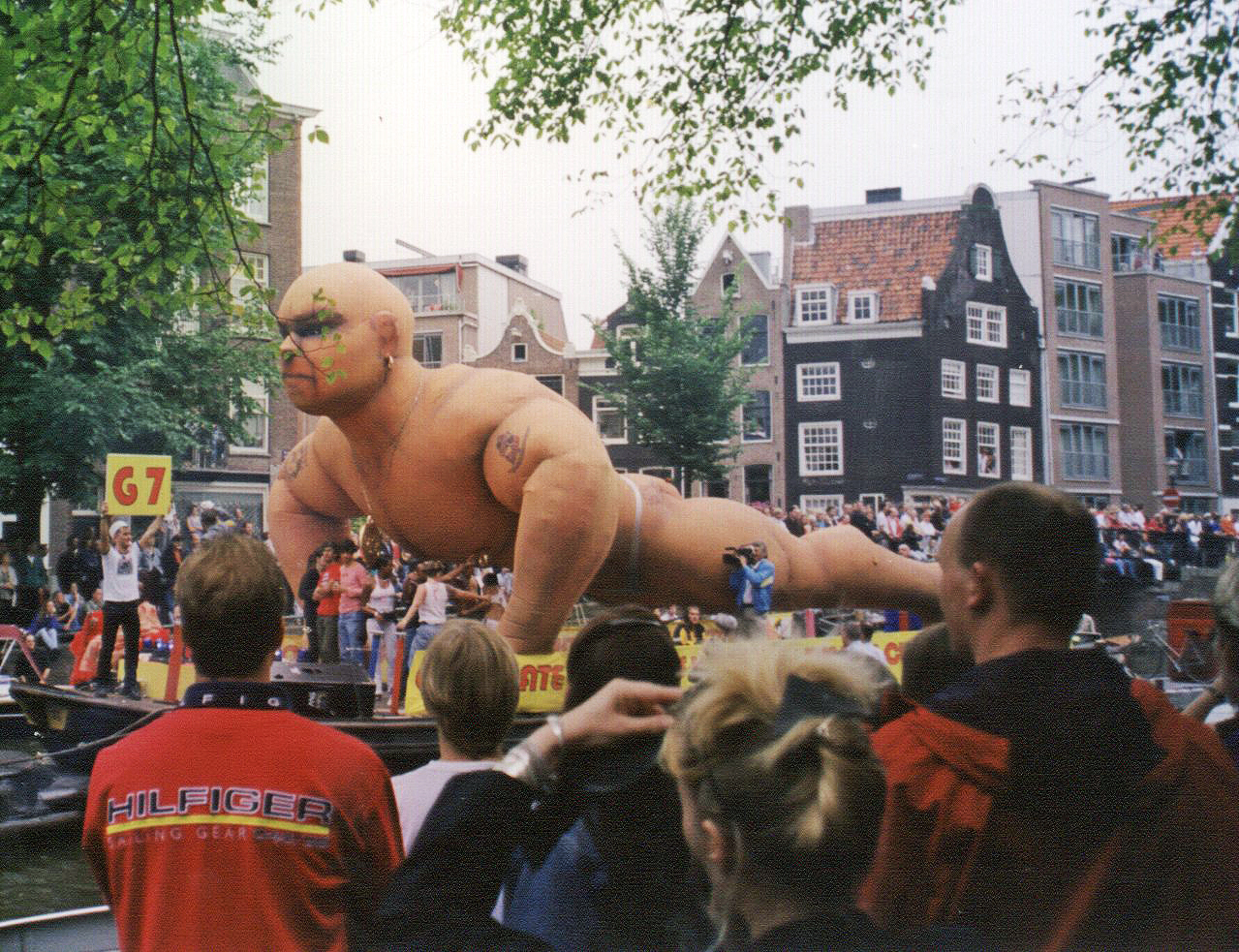
De Canal Parade voorafgaand aan de Gay Games van 1998.

Ter onderscheiding van andere grote steden werd door GBA voor de Amsterdam Pride gekozen voor een parade van boten over de grachten, in plaats van de elders gebruikelijke optochten met versierde wagens. Het idee voor een parade komt al voor in het bidbook uit 1992, waarmee men de Gay Games van 1998 naar Amsterdam wilde halen. De Stichting Gay & Lesbian Games Amsterdam 1998 zocht vervolgens partners voor de verschillende activiteiten  
en vond GBA bereid om de organisatie van de botentocht op zich te nemen. Dit idee werd toen al twee jaar vóór de Gay Games ten uitvoer gebracht in het kader van de eerste Amsterdam Pride in augustus 1996. Om het een feest voor iedereen te laten zijn moesten de deelnemers aan de botenparade zich wel enigszins decent gedragen.
Niettemin riep GBA-woordvoerder Siep de Haan in 2003 en 2004 op tot meer bloot en ondeugendere boten. Dit om te protesteren tegen de "vertrutting", de preutsheid en de strengere regels die van het stadsdeel Centrum uit zouden gaan. Met name Anne Lize van der Stoel, die van 2002 - 2006 stadsdeelvoorzitter was, moest het daarbij ontgelden. De protesten richtten zich echter ook tegen de steeds hogere gemeentelijke kosten voor vergunningen en reiniging, waardoor volgens GBA het voortbestaan van de Amsterdam Pride op het spel kwam te staan. Deze problemen met het stadsdeel werden telkens breed uitgemeten in de media en Siep de Haan werd door een aantal mensen als het prototype van een "relnicht" gezien, die door zijn optreden de belangen van de homogemeenschap zou schaden.
Ondanks de problemen met het stadsdeel, verliep de uiteindelijke uitvoering van de Amsterdam Pride doorgaans goed. Dat werd in 2001 beloond door de gemeente door de openingstijden van de door GBA georganiseerde evenementen te verlengen. Er mocht vanaf dat jaar tot 24.00 uur op straat muziek gemaakt worden en tot 01.00 uur op straat getapt worden. GBA heeft van 1996 t/m 2005 in totaal 101.600 euro subsidie van de gemeente en/of het stadsdeel gekregen, gemiddeld zo'n 10.000 euro per jaar. Het aantal bezoekers van de Canal Parade steeg daarbij van 20.000 in 1996 tot ca. 400.000 in 2004.
In 2005 was er wederom onenigheid tussen het GBA en het stadsdeel Centrum, waardoor lange tijd onzeker was of de Canal Parade door kon gaan. Organisator GBA moest tot half juni wachten op de vergunningen en kwam in financiële problemen omdat vanwege de dreiging van extremistische aanslagen 600 man beveiligingspersoneel en 500 EHBO’ers extra ingehuurd moesten worden. Louter dankzij ingrijpen van burgemeester Job Cohen konden de vergunningen voor de Gay Pride alsnog tijdig verstrekt worden.
Het stadsdeel Centrum wilde voor 2006 nieuwe initiatiefnemers een kans geven om de Amsterdam Pride te organiseren. ProGay vroeg in augustus 2005 de vergunning aan in concurrentie met de GBA. Nadat het stadsdeel centrum had aangegeven dat nieuwe initiatieven de voorkeur zouden krijgen, verloor Gay Business Amsterdam zijn monopolie, zodat GBA op 4 mei zijn kandidatuur terugtrok, mede omdat de aangescherpte veiligheidseisen onbetaalbaar zouden worden en de gemeente had gemeld dat de GBA geen subsidie zou krijgen. Stichting ProGay kreeg wel 65.000 euro subsidie van gemeente en stadsdeel Centrum en kon daarom de botenparade en evenementen in de hele binnenstad gaan organiseren.
In de daarop volgende jaren, tot en met 2013, worden de Canal Parade en alle activiteiten daaromheen jaarlijks georganiseerd door ProGay. Omdat het format en de namen Amsterdam Pride en Canal Parade als eigendom van GBA wettelijk beschermd zijn, moest de naam van het evenement toen worden gewijzigd in Amsterdam Gay Pride.
Gay Business Amsterdam heeft nadien nog wel delen van het programma voor zijn rekening genomen, zo organiseerde zij in 2008 bijvoorbeeld enkele activiteiten in het kader van het thema Religie.

## Organisatie
De stichting Gay Business Amsterdam heeft een onbezoldigd bestuur, dat sinds 1996 onder voorzitterschap staat van Ernst Verhoeven. Hij volgde Huub Verweij op, die in het eerste jaar voorzitter van de stichting was. Al vanaf de oprichting fungeert Peter Kramer als penningmeester en Siep de Haan als secretaris, waarbij de laatste ook als woordvoerder optrad en het daarmee gezicht van het GBA in de media was.
Op 3 maart 2014 kregen Siep de Haan, Ernst Verhoeven en Peter Kramer, de Andreaspenning uit handen van burgemeester Van der Laan. Deze penning werd namens het college van B&W van Amsterdam aan hen uitgereikt wegens grote verdiensten voor de stad Amsterdam met een landelijke uitstraling